# نوموند مبوسي
نوموند مبوسي (بالإنجليزية: Nomonde Mbusi)‏ (مواليد 29 مايو 1976)، هي مُمثلة جنوب أفريقية. رُشحت سنة 2017 للتنافس على نيل جائزة الأكاديمية الأفريقية للأفلام لأفضل ممثلة في دور مساعد عن دورها «ثوبيكا» في فيلم فايا.

## روابط خارجية
نوموند مبوسي على موقع IMDb (الإنجليزية)